# Marc Dollendorf
Marc Dollendorf, född 7 februari 1966, är en friidrottare från Belgien. Han deltog vid olympiska sommarspelen 1996.